# Kostaq Cipo
Kostaq Simon Cipo (Elbasan, 25 dicembre 1892 – Tirana, 6 gennaio 1952) è stato un giornalista, linguista e politico albanese, Ministro della pubblica istruzione dal 13 gennaio 1945 al 21 marzo 1946.

## Biografia
Nacque ad Elbasan, allora parte dell'Impero ottomano, da Simone e Agnije Xhuvani, sorella di Aleksandër Xhuvani. Si iscrisse ad una scuola primaria di lingua greca e nel 1907 si iscrisse al ginnasio Idadi  i Mylkije, che gli consentì di frequentare gli ultimi due anni a Bitola attraverso una borsa di studio. Qui perfezionò la sua conoscenza del greco e del turco apprendendo anche arabo, francese e persiano.
Il suo soggiorno a Bitola fu interrotto dallo scoppio della prima guerra balcanica nel 1912 ma grazie all'intercessione del suo ex insegnante Luigi Gurakuqi riuscì a ricevere una borsa di studio per il Collegio Italo-Albanese di Sant'Adriano a San Demetrio Corone, in Calabria. Frequentò la scuola per i successivi quattro anni e, trovandosi tra i migliori studenti, ricevette una borsa di studio che gli permise di iscriversi, nell'ottobre 1917, alla facoltà di lettere e filosofia dell'Università degli Studi di Roma "La Sapienza" per seguire i corsi di filologia. In università strinse amicizia con Mustafa Merlika Kruja, con cui divenne redattore del quotidiano Mecli. Nel 1921 tornò ad Elbasan dove iniziò la sua carriera di insegnante di lingua e letteratura e, memore della sua esperienza italiana, si impegnò anche nella politica con posizioni progressiste ed antifeudali. L'ambiente circostante gli fu ostile e pertanto fu costretto a trasferirsi a Scutari e, successivamente, a Coriza.
Si oppose strenuamente all'occupazione italiana dell'Albania del 1939 rifiutando di iscriversi al Partito Fascista Albanese e partecipando a manifestazione apertamente antifasciste. Proprio per questo fu arrestato ed internato prima in Albania e successivamente in un villaggio sugli Appennini. Vi rimase fino al 1941 e, dopo aver rifiutato un posto come capo del dipartimento di lingua albanese dell'Università degli Studi di Firenze, tornò in patria dove le sue posizioni gli avrebbero precluso di lavorare ed esprimersi liberamente. Si incontrò col vecchio compagno di studi Kruja, nominato in quell'anno primo ministro dell'Albania occupata, che gli aveva proposto la carica di Ministro della pubblica istruzione; Cipo rifiutò ed invitò Kruja a dimettersi. Dopo la liberazione del paese fu nominato direttore della Biblioteca nazionale ma questo non aiutò particolarmente la sua grave situazione finanziaria, come emerge da una lettera datata 3 gennaio 1945 e indirizzata al vescovo ortodosso di Tirana Irine Banushi.
Enver Hoxha all'inizio del 1945 lo nominò Ministro della pubblica istruzione, carica che ricoprì per solamente un anno, fino al 21 marzo 1946, poiché scelse di non iscriversi al Partito del Lavoro d'Albania. Tornò disoccupato e non ricevette incarichi rilevanti fino a quando non fu chiamato a contribuire alla costituzione dell'Institutit te Studimeve, primo istituto di istruzione superiore del paese nonché nucleo attorno al quale fu creata poi l'Accademia delle Scienze d'Albania.
L'opera di Cipo continuò a concentrarsi anche in ambito linguistico e contribuì alla stesura del primo dizionario della lingua albanese, pubblicato nel 1954.